# Conferenza di Costantinopoli
La conferenza di Costantinopoli si tenne nel dicembre 1876 nell'allora capitale dell'Impero ottomano.
Alla conferenza parteciparono rappresentanti della Russia, Regno Unito, Francia, Germania, Austria-Ungheria, Italia, oltre che a quelli dell'Impero ottomano.

## Partecipanti

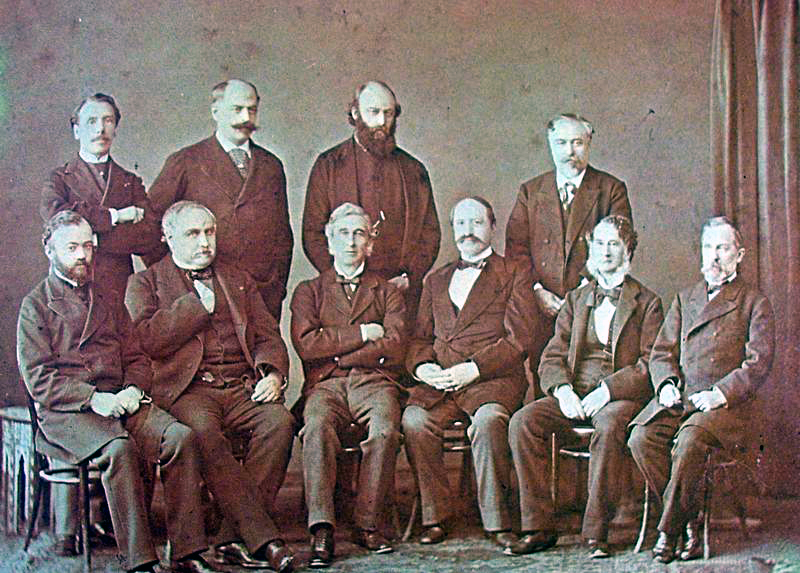
I delegati alla conferenza

- Francia: conte de Chaudordy: ambasciatore plenipotenziario per la Francia.
- Regno Unito: marchese di Salisbury: ambasciatore plenipotenziario per il Regno Unito.
- Germania: barone Werther: ambasciatore di Germania presso la Sublime porta.
- Austria: conte Frazo de Zichy: aristocratico ungherese.
- Italia: conte de Corti: ambasciatore italiano presso la Sublime porta.
- Impero ottomano: anche se molti partecipanti ottomani presero parte attivamente a varie riunioni, furono designati come partecipanti per i principali accordi il gran visir Midhat Pasha, il ministro degli Affari Esteri Savfet Pasha e il precedente ambasciatore della Turchia a Berlino, İbrahim Edhem Pascià.

## Svolgimento della conferenza

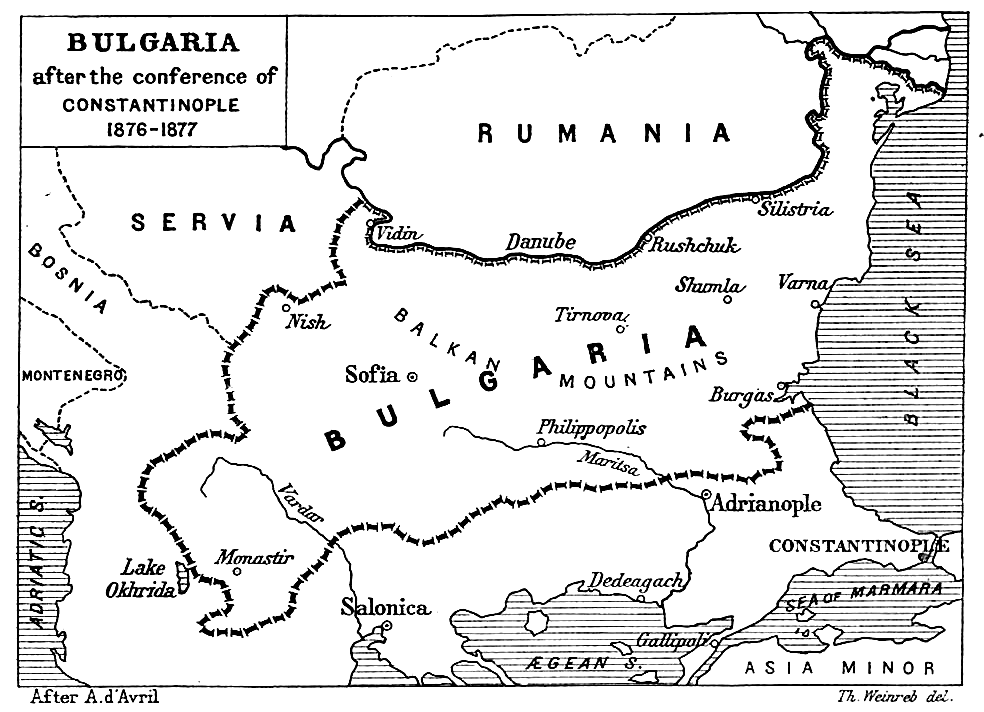
I confini della Bulgaria

All'inizio le potenze occidentali e la Russia proposero la completa occupazione della Bulgaria, così da terminare in maniera definitiva le repressioni turche sulle popolazioni cristiane dei Balcani. 
Le potenze volevano ottenere dal sultano riforme e autonomia per le popolazioni cristiane, così non fu: i diplomatici turchi seppero resistere alle pressioni europee ed infine, con un colpo di teatro, pubblicarono una costituzione di stampo occidentale. 
La conferenza si concluse con un nulla di fatto, poco dopo in più la Costituzione fu sospesa.
La Costituzione in questione sarà quella rivendicata poi dai giovani turchi nel 1908.